# Julius Kornbeck

Julius Kornbeck um 1920

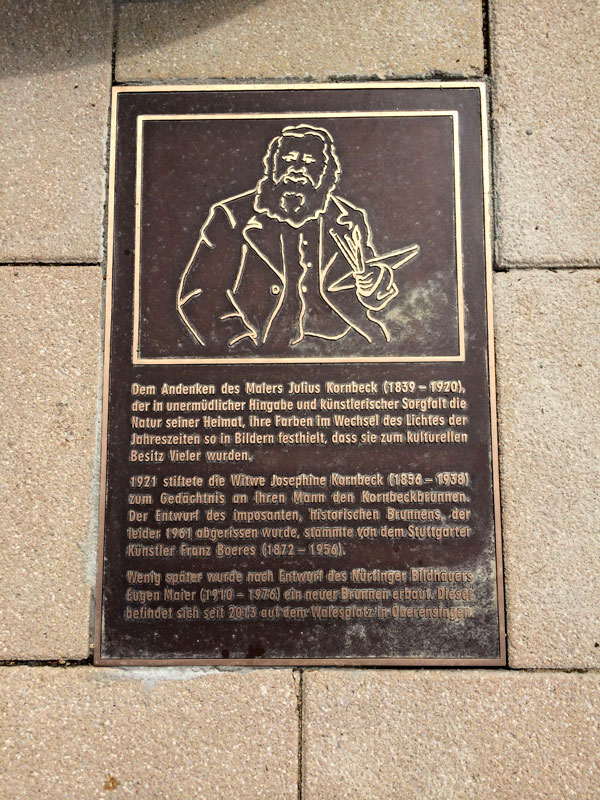
Gedenkplakette für Julius Kornbeck auf dem Lindenplatz in Nürtingen-Oberensingen

Julius Kornbeck (* 21. Juli 1839 in Winnenden; † 3. Mai 1920 in Oberensingen) war ein deutscher Maler. Bekannt wurde er durch seine Landschaftsgemälde.

## Leben
Hermann Julius Kornbeck wurde in Winnenden als Sohn des Hofkameralverwalters Johann Franz Wilhelm Kornbeck geboren. Nach dem Besuch der Lateinschule Marbach und der Technischen Hochschule Stuttgart wurde Kornbeck nach dem Willen seines Vaters Architekt und fand im Büro des Oberbaurats Morlock eine Anstellung. Bereits im Alter von 25 Jahren wandte er sich der Malerei zu und besuchte 1864–1865 die Landschaftsmalerschule von Heinrich Funk an der Stuttgarter Kunstakademie. Aus dieser Zeit stammt sein erstes großes Bild, die Dorfansicht von Baach. Von 1866 bis 1869 studierte er in München und schloss dort unter anderem Freundschaft mit dem später bedeutenden Tiermaler Anton Braith. Ein Studium in Düsseldorf folgte von 1869 bis 1873. In dieser Zeit lernte er seine spätere Frau Josefine Mittler kennen, die er 1872 heiratete. Die Ehe blieb kinderlos. Von 1887 bis zu seinem Tod wohnte er im heutigen Nürtinger Stadtteil Oberensingen. Dort hatte er auch Kontakt zu Gustav Kemmner, einem Kunstmaler aus dem Nachbarort Unterensingen, um den er sich fortan als Mentor kümmerte. Seine letzte Ruhestätte fand Julius Kornbeck in der Familiengrabstätte auf dem Winnender Stadtfriedhof.

## Werk
Jakob Kocher beschrieb Julius Kornbeck so: 

„Er war ein Heimatkünstler voller Innigkeit und Unmittelbarkeit der Empfindung, ein schwäbischer Meister von ausgesprochen persönlicher und künstlerischer Eigenart, den das Volk liebte, weil es ihn verstand.“

 Kornbeck malte die Landschaft und Natur, die er so sehr liebte. Übereinstimmend wird er als sehr fleißig dargestellt, kein Tag verging ohne Pinselstrich. Selbst im Winter zog er mit Rahmen und Palette hinaus in die Natur, dabei entstanden seine feingestimmten Winterlandschaften. Kornbecks Werk hat sich während der 50 Jahre seines Schaffens nicht wesentlich verändert. Mit seiner realistischen Darstellungsweise war Kornbeck ganz auf der Höhe seiner Zeit. Seine Werke entstanden grundsätzlich nicht im Atelier, sondern unter freiem Himmel. Modernere Kunstrichtungen wie den Kubismus (ab 1907) oder den Fauvismus (ab 1905) lehnte er ab.

## Ausstellungen
| Jahr     | Ausstellung                                                                                         |
| -------- | --------------------------------------------------------------------------------------------------- |
| 1867:    | Dresdner akademische Kunstausstellung mit „Erntebild“                                               |
| 1869:    | Wiener internat. Kunstausstellung mit „Erntelandschaft“                                             |
| 1873:    | Wiener Weltausstellung mit „Schafe im Gebirge“                                                      |
| 1876:    | Dresdner akademische Kunstausstellung mit „Herbstlandschaft“                                        |
| 1880:    | Bremer Kunstausstellung mit „Erntelandschaft“, „Waldfrevel“, „Partie am Bodensee“                   |
| 1880:    | Hannover Kunstausstellung mit „Ernteszene“, „Einladung zur Kahnfahrt“                               |
| 1881:    | Württembergische Landesausstellung mit „Einladung zur Kahnfahrt“, „Die Tiermalerin auf dem Lande“   |
| 1882:    | Hannover Kunstausstellung mit „Partie am Bodensee“, „Frühlingslandschaft“                           |
| 1883:    | Sächsischer Kunstverein mit „Schafherde im Gebirge“                                                 |
| 1885:    | Dresdner akademische Kunstausstellung mit „Die Tiermalerin auf dem Lande“                           |
| 1886:    | Sächsischer Kunstverein mit „Kornernte“                                                             |
| 1891:    | Berliner internationale Kunstausstellung mit „Heuernte“                                             |
| 1891:    | Münchner internationale Kunstausstellung mit „Schafherde im Walde“                                  |
| 1892:    | Münchner 6. internationale Kunstausstellung mit „Dorfpartie“                                        |
| 1893:    | Danziger Kunstausstellung mit „Herbstlandschaft mit Schafherde“, „Kühe im Wasser“, „Rhonegletscher“ |
| 1895:    | München, Glaspalast                                                                                 |
| 1896:    | Berlin, internationale Ausstellung                                                                  |
| 1899:    | München, Glaspalast                                                                                 |
| 1900:    | München, Glaspalast                                                                                 |
| 1900:    | Lübeck                                                                                              |
| 1904:    | München, Glaspalast                                                                                 |
| 1906:    | Berlin, Große Kunstausstellung                                                                      |
| 1907:    | München, Glaspalast                                                                                 |
| 1908:    | München, Glaspalast                                                                                 |
| 1909:    | Wien, Künstlerhaus; Große Deutsche Kunstausstellung                                                 |
| 1912:    | Hannover, Große Kunstausstellung                                                                    |
| 1914:    | Stuttgart, Kunstausstellung                                                                         |
| 1916/17: | Stuttgart, Kunstgebäude; Württembergische Kunst 1891–1916 mit „Schafe an der Raufe“                 |

1939, 1950, 1969, 1986 und 1989 fanden Gedächtnisausstellungen mit Werken des Künstlers statt.